# Bernhards (Gemeinde Zwettl-Niederösterreich)
Bernhards (früher auch Bernharts) ist eine Ortschaft in Niederösterreich und eine Katastralgemeinde der Stadtgemeinde Zwettl-Niederösterreich. Am 1. Jänner 2024 hatte der Ort 5 Einwohner auf einer Fläche von 65,98 ha.

## Geografie
Bernhards liegt etwa 14 km westlich der Stadt Zwettl. Das Gemeindegebiet grenzt nördlich an die Katastralgemeinde Jagenbach, im Osten an Purken, südlich und südöstlich an Niederneustift und im Südwesten und Westen an Wurmbrand (Gemeinde Groß Gerungs).

## Verkehr
Bernhards ist über die L8242 erreichbar. Die nächstgelegene höherrangige Landesstraße, die L71, führt durch die etwa zwei Kilometer entfernte Ortschaft Jagenbach, die über Postbusse auch an den öffentlichen Personennahverkehr angebunden ist.

## Geschichte
Bernhards wurde 1307 zum ersten Mal urkundlich erwähnt. Der Name bedeutet so viel wie: „Siedlung eines Mannes mit dem Namen Bernhard“.
Laut Adressbuch von Österreich waren im Jahr 1938 in Bernhards einige Landwirte mit Direktvertrieb ansässig.
Bis zum Inkrafttreten der Niederösterreichischen Kommunalstrukturverbesserung im Jahr 1971 gehörte Bernhards zur vormals selbständigen Gemeinde Dorf Rosenau.